# Marvin Harris
Marvin Harris (18. august 1927 i Brooklyn, New York, – 25. oktober 2001) var en amerikansk antropolog kendt for "kulturel materialisme". Han var en lang årrække professor ved Columbia University og skrev en mængde bøger og artikler.

### På dansk
- Kannibaler og konger : om økologiens indflydelse på kulturernes udvikling, Berlingske, 1979. ISBN 87-19-05073-9. Oversat af Hans Hansen.